# Списък с филмите на „Кълъмбия Пикчърс“ (2000 – 2009)
Следва списък с филмите, които са продуцирани или пуснати от Кълъмбия Пикчърс през 2000 – 2009 г. Той е един от петте най-големи филмови студия. Кълъмбия Пикчърс е дъщерна компания на конгломерата Сони.
| Пускане              | Заглавие                                | Бележки |
| -------------------- | --------------------------------------- | --- |
| 21 януари 2000 г.    | Краят на аферата                        | Номинация „Златен глобус“ за най-добър филм – драма |
| 18 февруари 2000 г.  | Развален телефон                        | копродукция с Laurence Mark Productions |
| 3 март 2000 г.       | От коя планета си?                      | копродукция с Brillstein-Grey Entertainment |
| 17 март 2000 г.      | Ерин Брокович                           | номинация „Оскар“ за най-добър филм Номинация „Златен глобус“ за най-добър филм – драма копродукция с Universal Pictures и Jersey Films                                                |
| 24 март 2000 г.      | На всяка цена                           | копродукция с Phoenix Pictures |
| 14 април 2000 г.     | 28 дни                                  | копродукция с Tall Trees Productions |
| 14 април 2000 г.     | Американски психар                      | международен разпространител копродукция с Edward R. Pressman Productions и Muse Productions                                                                                           |
| 5 май 2000 г.        | Мечтах за Африка                        | копродукция с Jaffe Films |
| 12 май 2000 г.       | Треска за шоу                           | копродукция с Laurence Mark Productions |
| 2 юни 2000 г.        | Препусни на воля                        | копродукция с Moonlighting Films и Reperage |
| 30 юни 2000 г.       | Патриотът                               | копродукция с Mutual Film Company и Centropolis Entertainment |
| 21 юли 2000 г.       | Левакът                                 | |
| 4 август 2000 г.     | Човек без сянка                         | копродукция с Douglas Wick Productions |
| 23 август 2000 г.    | Гепи                                    | международен разпространител пуснат от Screen Gems в САЩ на 19 януари 2001 г. |
| 15 септември 2000 г. | Тарикатите                              | |
| 22 септември 2000 г. | Почти известни                          | копродукция с DreamWorks Pictures и Vinyl Films международен разпространител |
| 22 септември 2000 г. | Градски легенди: Развръзката            | копродукция с Phoenix Pictures и Original Film |
| 3 ноември 2000 г.    | Ангелите на Чарли                       | базиран на едноименния ТВ сериал през 1976 – 1981 г. копродукция с Tall Trees Productions и Flower Films                                                                               |
| 17 ноември 2000 г.   | Шестият ден                             | копродукция с Phoenix Pictures |
| 8 декември 2000 г.   | Вертикална граница                      | |
| 8 декември 2000 г.   | Тигър и Дракон                          | международен разпространител, пуснат от Sony Pictures Classics в САЩ копродукция с Good Machine International и China Film Group Corporation                                           |
| 22 декември 2000 г.  | Да откриеш Форестър                     | копродукция с Laurence Mark Productions |
| 25 декември 2000 г.  | Тези прекрасни коне                     | единствено разпространение, продуциран от Dimension Films |
| 25 декември 2000 г.  | Мъжки мечти                             | копродукция с DreamWorks Pictures, Bayahibe Films and Baltimore Spring/Creek Pictures международен разпространител                                                                     |
| 26 януари 2001 г.    | Сватбеният агент                        | копродукция с Intermedia Films и Tapestry Films |
| 9 февруари 2001 г.   | Дяволска жена                           | копродукция с Village Roadshow Pictures, NPV Entertainment и Original Film |
| 30 март 2001 г.      | Шивачът от Панама                       | копродукция с Irish DreamTime Productions |
| 30 март 2001 г.      | Мераклии                                | пуснат като Revolution Studios |
| 11 април 2001 г.     | Джо Парцала                             | копродукция с Happy Madison Productions и Out of the Blue Entertainment |
| 11 май 2001 г.       | Като рицарите                           | копродукция с Escape Artists |
| 1 юни 2001 г.        | Животното                               | пуснат като Revolution Studios копродукция с Happy Madison Productions и Out of the Blue Entertainment                                                                                 |
| 8 юни 2001 г.        | Еволюция                                | международен разпространител, копродукция с DreamWorks Pictures и The Montecito Picture Company                                                                                        |
| 29 юни 2001 г.       | Бейби Бой                               | |
| 11 юли 2001 г.       | Реална фантазия                         | копродукция с Square Pictures |
| 20 юли 2001 г.       | Любимците на Америка                    | пуснат като Revolution Studios, копродукция с Roth Films |
| 14 септември 2001 г. | Стъклената къща                         | копродукция с Original Film |
| 21 септември 2001 г. | Всичко, което блести                    | международен разпространител копродукция с 20th Century Fox и Laurence Mark Productions                                                                                                |
| 19 октомври 2001 г.  | Момчетата на моя живот                  | копродукция с Gracie Films |
| 26 октомври 2001 г.  | 13 призрака                             | копродукция с Warner Bros. Pictures и Dark Castle Entertainment римейк на филма от 1960 г.                                                                                             |
| 2 ноември 2001 г.    | Единственият                            | пуснат като Revolution Studios |
| 14 декември 2001 г.  | Един не-тъп американски филм            | копродукция с Original Film |
| 25 декември 2001 г.  | Али                                     | американски разпространител копродукция с Overbrook Entertainment и Peters Entertainment                                                                                               |
| 28 декември 2001 г.  | Блек Хоук                               | пуснат като Revolution Studios, копродукция с Jerry Bruckheimer Films и Scott Free Productions                                                                                         |
| 8 февруари 2002 г.   | Ролербол                                | международен разпространител Metro-Goldwyn-Mayer поддържа северноамериканските права за разпространение копродукция с Atlas Entertainment и Toho-Towa                                  |
| 29 март 2002 г.      | Паник стая                              | копродукция с Hofflund/Polone Productions и Indelible Pictures |
| 12 април 2002 г.     | Най-сладкото нещо                       | копродукция с Konrad Pictures |
| 3 май 2002 г.        | Спайдър-Мен                             | копродукция с Marvel Entertainment и Laura Ziskin Productions |
| 10 май 2002 г.       | Чисто нов и готин                       | пуснат като Revolution Studios |
| 24 май 2002 г.       | Достатъчно                              | копродукция с Irwin Winkler Productions |
| 28 юни 2002 г.       | Мистър Дийдс                            | Римейк на филма „Господин Дийдс отива в града“ през 1936 г. копродукция с New Line Cinema, Happy Madison Productions и Out of the Blue Entertainment                                   |
| 3 юли 2002 г.        | Мъже в черно 2                          | копродукция с Amblin Entertainment и MacDonald/Parkes Productions |
| 19 юли 2002 г.       | Стюарт Литъл 2                          | копродукция с Red Wagon Entertainment |
| 2 август 2002 г.     | Цар на маскировката                     | пуснат като Revolution Studios копродукция с Happy Madison Productions |
| 9 август 2002 г.     | Трите хикса                             | пуснат като Revolution Studios копродукция с Original Film и One Race Films |
| 30 август 2002 г.    | Страх.com                               | международен разпространител копродукция с Franchise Pictures, MDP Worldwide, ApolloMedia, Fear Com Productions и Carousel Film Company                                                |
| 13 септември 2002 г. | Скъпо обещание                          | пуснат като Revolution Studios копродукция с Imagine Entertainment |
| 20 септември 2002 г. | В капан                                 | копродукция с Propaganda Films, Senator Entertainment, Mandolin Entertainment и The Canton Company                                                                                     |
| 1 ноември 2002 г.    | Гроги с любов                           | пуснат като Revolution Studios копродукция с New Line Cinema |
| 1 ноември 2002 г.    | Аз, шпионинът                           | копродукция с Tall Trees Productions, Eddie Murphy Productions и C2 Pictures |
| 27 ноември 2002 г.   | Осем луди нощи                          | копродукция с Happy Madison Productions |
| 6 декември 2002 г.   | Адаптация.                              | копродукция с Intermedia Films |
| 13 декември 2002 г.  | Петзвезден романс                       | пуснат като Revolution Studios |
| 17 януари 2003 г.    | Ченгета без значки                      | |
| 24 януари 2003 г.    | Страх от тъмното                        | пуснат като Revolution Studios копродукция с Distant Corners |
| 7 март 2003 г.       | Плачът на слънцето                      | пуснат като Revolution Studios копродукция с Cheyenne Enterprises |
| 28 март 2003 г.      | Първично                                | копродукция с Intermedia Films и Phoenix Pictures |
| 11 април 2003 г.     | Психаротерапия                          | пуснат като Revolution Studios, копродукция с Happy Madison Productions и Out of the Blue Entertainment                                                                                |
| 25 април 2003 г.     | Самоличност                             | копродукция с Konrad Pictures |
| 9 май 2003 г.        | Таткова градина                         | пуснат като Revolution Studios, копродукция с Davis Entertainment и Eddie Murphy Productions                                                                                           |
| 13 юни 2003 г.       | Холивудски ченгета                      | пуснат като Revolution Studios копродукция с Casey-Weiner Productions |
| 27 юни 2003 г.       | Ангелите на Чарли: Газ до дупка         | копродукция с Tall Trees Productions, Flower Films и Wonderland Sound and Vision |
| 2 юли 2003 г.        | Терминатор 3: Бунтът на машините        | международен разпространител копродукция с Intermedia Films и C2 Pictures |
| 18 юли 2003 г.       | Лоши момчета 2                          | копродукция с Don Simpson/Jerry Bruckheimer Films |
| 1 август 2003 г.     | Трудна свалка                           | пуснат като Revolution Studios копродукция с City Light Films и Casey Silver Productions                                                                                               |
| 8 август 2003 г.     | S.W.A.T. Специален отряд                | копродукция с Original Film и Phoenix Pictures |
| 12 септември 2003 г. | Имало едно време в Мексико              | единствено разпространение копродукция с Dimension Films и Troublemaker Studios |
| 26 септември 2003 г. | Добре дошли в джунглата                 | копродукция с Universal Pictures, WWE Films и Strike Entertainment |
| 7 октомври 2003 г.   | Seeing Double                           | копродукция с 19 Entertainment и S Club Studios |
| 24 октомври 2003 г.  | Радио                                   | пуснат като Revolution Studios |
| 21 ноември 2003 г.   | Готика                                  | копродукция с Warner Bros. Pictures и Dark Castle Entertainment |
| 26 ноември 2003 г.   | В неизвестност                          | пуснат като Revolution Studios копродукция с Imagine Entertainment |
| 26 ноември 2003 г.   | Лошият Дядо Коледа                      | единствено разпространение, копродукция с Dimension Films |
| 12 декември 2003 г.  | Невъзможно твой                         | копродукция с Warner Bros. Pictures и Waverly Films |
| 19 декември 2003 г.  | Усмивката на Мона Лиза                  | пуснат като Revolution Studios копродукция с Red OM Films |
| 25 декември 2003 г.  | Голяма риба                             | копродукция с The Zanuck Company |
| 25 декември 2003 г.  | Питър Пан                               | копродукция с Universal Pictures, Revolution Studios, Red Wagon Entertainment и Allied Stars Productions международен разпространител                                                  |
| 13 февруари 2004 г.  | 50 първи срещи                          | копродукция с Happy Madison Productions и Flower Films |
| 12 март 2004 г.      | Таен прозорец                           | копродукция с Pariah Films |
| 2 април 2004 г.      | Хелбой                                  | пуснат като Revolution Studios копродукция с Lawrence Gordon Productions и Dark Horse Entertainment                                                                                    |
| 16 април 2004 г.     | Наказателят                             | международен разпространител копродукция с Marvel Entertainment, Valhalla Motion Pictures и Artisan Entertainment                                                                      |
| 23 април 2004 г.     | Събудих се на 30                        | пуснат като Revolution Studios копродукция с Silvercup Studios |
| 30 април 2004 г.     | Завист                                  | единствено международно разпространение копродукция с DreamWorks Pictures, Castle Rock Entertainment и Baltimore/Spring Creek Pictures                                                 |
| 23 юни 2004 г.       | Бели мадами                             | пуснат като Revolution Studios копродукция с Wayans Bros. Entertainment |
| 30 юни 2004 г.       | Спайдър-Мен 2                           | копродукция с Marvel Entertainment и Laura Ziskin Productions |
| 6 август 2004 г.     | Черното тефтерче                        | пуснат като Revolution Studios |
| 24 септември 2004 г. | Забравените                             | пуснат като Revolution Studios |
| 22 октомври 2004 г.  | Гняв                                    | американски разпространител копродукция с Ghost House Pictures |
| 24 ноември 2004 г.   | Да пропуснеш Коледа                     | пуснат като Revolution Studios копродукция с 1492 Pictures, Roth Films и Boxing Cat Films                                                                                              |
| 3 декември 2004 г.   | Отблизо                                 | копродукция с Scott Rudin Productions |
| 17 декември 2004 г.  | Спенглиш                                | копродукция с Gracie Films |
| 21 януари 2005 г.    | Кога ще пристигнем?                     | пуснат като Revolution Studios копродукция с Cube Vision и Robert Simonds Productions                                                                                                  |
| 11 февруари 2005 г.  | Хитч                                    | копродукция с Overbrook Entertainment |
| 25 февруари 2005 г.  | Мъжът в къщата                          | пуснат като Revolution Studios |
| 25 март 2005 г.      | Познай кой                              | римейк на филма „Познай кой ще дойде на вечеря“ през 1967 г. копродукция с Regency Enterprises, Tall Trees Productions, 3 Arts Entertainment и Katalyst Media                          |
| 22 април 2005 г.     | Кунг-фу тупалки                         | международен разпространител пуснат от Sony Pictures Classics в САЩ |
| 29 април 2005 г.     | Трите хикса: Следващо ниво              | пуснат като Revolution Studios копродукция с Original Film |
| 27 май 2005 г.       | Свободна игра                           | международен разпространител копродукция с Paramount Pictures, Happy Madison Productions, MTV Films и Callahan FilmWorks                                                               |
| 3 юни 2005 г.        | Господарите на Догтаун                  | копродукция с TriStar Pictures и Senator Entertainment |
| 10 юни 2005 г.       | Приключенията на Шаркбой и Лава Гърл    | единствено разпространение копродукция с Dimension Films и Troublemaker Studios |
| 24 юни 2005 г.       | Омагьосване                             | базиран на едноименния сериал през 1964 – 1972 г. копродукция с Red Wagon Entertainment                                                                                                |
| 29 юли 2005 г.       | Стелт                                   | копродукция с Original Film и Phoenix Pictures |
| 12 август 2005 г.    | Дюс Бигалоу: Европейското жиголо        | копродукция с Happy Madison Productions и Out of the Blue Entertainment |
| 30 септември 2005 г. | Опасно синьо                            | копродукция с Metro-Goldwyn-Mayer и Mandalay Pictures |
| 14 октомври 2005 г.  | Мъглата                                 | пуснат като Revolution Studios |
| 28 октомври 2005 г.  | Легендата за Зоро                       | копродукция с Spyglass Entertainment, Amblin Entertainment и K/O Paper Products |
| 11 ноември 2005 г.   | Затура: Космическо приключение          | копродукция с Radar Pictures |
| 23 ноември 2005 г.   | Наем                                    | пуснат като Revolution Studios, копродукция с 1492 Pictures |
| 23 ноември 2005 г.   | Твоите, моите и нашите                  | единствено международно разпространение копродукция с Paramount Pictures, Metro-Goldwyn-Mayer Pictures, Nickelodeon Movies и Robert Simonds Productions римейк на филма от 1968 година |
| 21 декември 2005 г.  | Купон с Дик и Джейн                     | римейк на филма от 1977 година, копродукция с Imagine Entertainment и JC 23 Entertainment                                                                                              |
| 23 декември 2005 г.  | Мемоарите на една гейша                 | единствено разпространение в САЩ копродукция с DreamWorks Pictures, Spyglass Entertainment, Amblin Entertainment и Red Wagon Entertainment                                             |
| 25 декември 2005 г.  | Продуцентите                            | единствено международно разпространение копродукция с Universal Pictures и Brooksfilms                                                                                                 |
| 10 февруари 2006 г.  | Розовата пантера                        | копродукция с Metro-Goldwyn-Mayer Pictures, United Artists и Robert Simonds Productions                                                                                                |
| 17 февруари 2006 г.  | Фрийдъмленд                             | пуснат като Revolution Studios копродукция с Scott Rudin Productions и Roth Films |
| 7 април 2006 г.      | Резервите                               | пуснат като Revolution Studios копродукция с Happy Madison Productions |
| 28 април 2006 г.     | Семейна ваканция                        | копродукция с Intermedia Films, Relativity Media, Red Wagon Entertainment и IMF Productions                                                                                            |
| 19 май 2006 г.       | Шифърът на Леонардо                     | копродукция с Imagine Entertainment и Skylark Productions |
| 23 юни 2006 г.       | Щрак                                    | копродукция с Revolution Studios, Happy Madison Productions, Original Film и Out of the Blue Entertainment                                                                             |
| 14 юли 2006 г.       | Малък човек                             | пуснат като Revolution Studios копродукция с Wayans Bros. Entertainment |
| 21 юли 2006 г.       | Къща-чудовище                           | копродукция с ImageMovers, Relativity Media и Amblin Entertainment |
| 4 август 2006 г.     | Рики Боби: Лудият на макс               | копродукция с Apatow Productions, Mosaic Media Group и Relativity Media |
| 11 август 2006 г.    | Зуум: Академия за супергерои            | пуснат като Revolution Studios копродукция с Team Todd Films и Boxing Cat Films |
| 15 септември 2006 г. | Гангстери на терена                     | копродукция с Relativity Media и Original Film |
| 22 септември 2006 г. | Цялото кралско войнство                 | римейк на едноименния филм през 1949 г. копродукция с Phoenix Pictures и Relativity Media                                                                                              |
| 29 септември 2006 г. | Ловен сезон                             | копродукция с Sony Pictures Animation |
| 13 октомври 2006 г.  | Гняв 2                                  | американски разпространител копродукция с Ghost House Pictures |
| 20 октомври 2006 г.  | Мария Антоанета                         | единствено разпространение копродукция с American Zoetrope |
| 10 ноември 2006 г.   | Не може да бъде!                        | копродукция с Mandate Pictures |
| 17 ноември 2006 г.   | Казино Роял                             | копродукция с Metro-Goldwyn-Mayer, Eon Productions, Danjaq и United Artists |
| 8 декември 2006 г.   | Ваканцията                              | копродукция с Universal Pictures, Relativity Media и Waverly Films |
| 15 декември 2006 г.  | Преследване на щастието                 | копродукция с Relativity Media, Escape Artists и Overbrook Entertainment |
| 20 декември 2006 г.  | Роки Балбоа                             | единствено разпространение в САЩ копродукция с Metro-Goldwyn-Mayer, Revolution Studios, United Artists и Chartoff/Winkler Productions                                                  |
| 26 януари 2007 г.    | Хвани и пусни                           | копродукция с Relativity Media и Tall Trees Productions |
| 2 февруари 2007 г.   | Вестоносците                            | пуснат като Screen Gems, копродукция с Ghost House Pictures |
| 16 февруари 2007 г.  | Призрачен ездач                         | копродукция с Relativity Media, Crystal Sky Pictures и Marvel Entertainment |
| 23 март 2007 г.      | Любовта в мен                           | копродукция с Relativity Media, Madison 23 и Sunlight Productions |
| 4 април 2007 г.      | Свършихме ли вече?                      | пуснат като Revolution Studios копродукция с RKO Pictures и Cube Vision |
| 13 април 2007 г.     | Идеалната непозната                     | пуснат като Revolution Studios |
| 4 май 2007 г.        | Спайдър-Мен 3                           | копродукция с Marvel Entertainment и Laura Ziskin Productions |
| 8 юни 2007 г.        | Всички на сърф                          | копродукция с Sony Pictures Animation |
| 17 август 2007 г.    | Супер яки                               | копродукция с Apatow Productions |
| 12 октомври 2007 г.  | През Вселената                          | пуснат като Revolution Studios копродукция с Team Todd Films |
| 12 октомври 2007 г.  | Господари на нощта                      | копродукция с 2929 Productions |
| 19 октомври 2007 г.  | 30-дневна нощ                           | копродукция с Dark Horse Entertainment и Ghost House Pictures |
| 21 декември 2007 г.  | Стъпвай тежко: Историята на Дюи Кокс    | копродукция с Relativity Media и Apatow Productions |
| 25 декември 2007 г.  | Легенда за езерото                      | пуснат като Revolution Studios копродукция с Walden Media, Beacon Pictures и Ecosse Pictures                                                                                           |
| 22 февруари 2008 г.  | Точен прицел                            | копродукция с Di Bonaventura Pictures, Relativity Media и Original Film |
| 29 февруари 2008 г.  | Другата Болейн                          | копродукция с Focus Features, Relativity Media, Scott Rudin Productions, Ruby Films и BBC Films американски разпространител, пуснат от Universal Pictures в чужди страни               |
| 28 март 2008 г.      | 21                                      | копродукция с Relativity Media |
| 2 май 2008 г.        | Шаферът                                 | копродукция с Relativity Media |
| 6 юни 2008 г.        | Зохан: Стилист от запаса                | копродукция с Happy Madison Productions и Relativity Media |
| 2 юли 2008 г.        | Ханкок                                  | копродукция с Overbrook Entertainment, Weed Road Pictures, Forward Pass, Blue Light и Relativity Media                                                                                 |
| 25 юли 2008 г.       | Доведени братя                          | копродукция с Apatow Productions, Relativity Media, Mosaic Media Group и Gary Sanchez Productions                                                                                      |
| 6 август 2008 г.     | Ананас експрес                          | копродукция с Relativity Media и Apatow Productions |
| 22 август 2008 г.    | Флиртология                             | копродукция с Happy Madison Productions, Relativity Media и Alta Loma Entertainment |
| 3 октомври 2008 г.   | Гадже за 5 минути                       | копродукция с Mandate Pictures |
| 14 ноември 2008 г.   | Спектър на утехата                      | единствено международно разпространение копродукция с Metro-Goldwyn-Mayer, Danjaq, United Artists и Eon Productions                                                                    |
| 19 декември 2008 г.  | Седем души                              | копродукция с Overbrook Entertainment, Relativity Media и Escape Artists |
| 16 януари 2009 г.    | Ченгето на мола                         | копродукция с Happy Madison Productions и Relativity Media |
| 6 февруари 2009 г.   | Розовата пантера 2                      | единствено международно разпространение копродукция с Metro-Goldwyn-Mayer и Robert Simonds Productions                                                                                 |
| 13 февруари 2009 г.  | Интърнешънъл                            | копродукция с Relativity Media и Atlas Entertainment |
| 15 май 2009 г.       | Ангели и демони                         | копродукция с Imagine Entertainment и Skylark Productions |
| 21 май 2009 г.       | Терминатор: Спасение                    | единствено международно разпространение продуциран от The Halcyon Company и Wonderland Sound and Vision                                                                                |
| 12 юни 2009 г.       | Ударът „Пелам 123“: Отвличане в метрото | копродукция с Metro-Goldwyn-Mayer, Relativity Media, Escape Artists и Scott Free Productions                                                                                           |
| 19 юни 2009 г.       | Година първа: Запознай се с предците си | копродукция с Apatow Productions |
| 24 юли 2009 г.       | Грозната истина                         | копродукция с Lakeshore Entertainment и Relativity Media |
| 31 юли 2009 г.       | Смешни хора                             | единствено международно разпространение копродукция с Universal Pictures, Relativity Media, Madison 23 и Apatow Productions                                                            |
| 7 август 2009 г.     | Джули и Джулия                          | копродукция с Laurence Mark Productions, Scott Rudin Productions и Tiger Aspect Pictures                                                                                               |
| 18 септември 2009 г. | Облачно с кюфтета                       | копродукция с Sony Pictures Animation |
| 2 октомври 2009 г.   | Зомбиленд                               | копродукция с Relativity Media и Pariah Films |
| 9 октомври 2009 г.   | Проклетият Лийдс Юнайтед                | британски филм, копродукция с BBC Films, Left Bank Pictures и Screen Yorkshire |
| 28 октомври 2009 г.  | Майкъл Джаксън: This is it              | копродукция с The Michael Jackson Company, LLC и AEG Live |
| 13 ноември 2009 г.   | 2012                                    | копродукция с Centropolis Entertainment |
| 18 декември 2009 г.  | Къде покриха Морган?                    | копродукция с Relativity Media, Castle Rock Entertainment и Banter Films |